# Wadi Natroen
Wadi Natroen (of Wadi Natroun) is een stad in Egypte, ongeveer 80 km ten zuiden van Alexandrië gelegen in het Gouvernement Al Buhayrah. De naam van de stad betekent Natronvallei. De stad kreeg zijn naam vanwege de aanwezigheid van acht zoutmeren met natron in de omgeving. In het Oude Egypte had de stad een belangrijke betekenis omdat natron werd gebruikt voor het maken van mummies. Ook speelde de stad een belangrijke rol in de geschiedenis van het vroege christendom, daar er verschillende kloosters waren.

## Naamgeving
In het Koptisch staat de vallei bekend als Shee-Hyt, wat het evenwicht van de harten of de maat van de harten betekent. In het Grieks (in de regio woonden vroeger veel Grieken) staat het bekend als Sketes of de Scetische woestijn, wat de "asceten" betekent en waarvan het woord scete (kluizenaarsorde) is afgeleid. In de vroegchristelijke literatuur staat de regio ook bekend als Nitrië of de Nitrische Woestijn. Na de verovering van Egypte door het Arabisch-Islamitische rijk kreeg de stad haar Arabische naam Wadi Natroen.

## Geschiedenis
Wadi Natroen bevindt zich op de rand van de Sahara en is woestijngebied. Ten oosten van het gebied bevindt zich de vruchtbare Nijldelta.
De regio rondom Wadi Natroen was een belangrijk gebied in de geschiedenis van het christendom. Het was (en is) een plek waar monniken zich terugtrekken van de bewoonde wereld om met God te leven. De heilige Antonius van Egypte, bijgenaamd de Vader van alle monniken, was de eerste die naar Wadi Natroen ging en er zich vestigde als monnik. Hij kreeg vele navolgers die er als heremieten en asceten leefden. Na het Edict van Milaan uit 313, waarin het christendom in het Romeinse Rijk gelegaliseerd werd, werden er ook veel kloosters gebouwd. Tussen de 3e en de 7e eeuw stonden er honderden kloosters in het gebied.
Rond 818 werd de 'heilige woestijn' door rovers en plunderende bendes verwoest.

### Heiligen uit de regio
De belangrijkste christelijke heiligen uit deze periode staan bekend als de woestijnvaders. Tot de woestijnvaders behoren onder andere Antonius van Egypte, Sint Amun, Sint Arsenius, Sint Johannes de Dwerg en Sint Mozes de Zwarte.

### Kloosters
Van de vele kloosters zijn er nu nog vier over. Alle vier dateren uit de 4e eeuw. De kloosters zijn:
- Het Klooster van Sint Macarius de Grote
- Het Paromeosklooster
- Het Klooster van Sint Pishoy
- Het Syrische klooster

De Universiteit Leiden verricht archeologische opgravingen in Wadi Natroen.